# Diyllus discophorus
Diyllus discophorus är en insektsart som beskrevs av Carl Stål 1875. Diyllus discophorus ingår i släktet Diyllus och familjen vårtbitare. Inga underarter finns listade i Catalogue of Life.